# Новомаликлинський район
Новомаликлинський район (рос. Новомалыклинский район) — адміністративно-територіальна одиниця (район) та муніципальне утворення (муніципальний район) у східній частині Ульяновської області Росії.
Адміністративний центр — село Нова Маликла.

## Історія
Новомаликлинський район із центром у селі Нова Маликла був утворений 16 липня 1928 року у складі Ульяновського округу.

## Населення
| 1939    | 1989    | 2002    | 2009    | 2010    | 2011    | 2012    |
| ------- | ------- | ------- | ------- | ------- | ------- | ------- |
| 36 408  | ↘18 851 | ↘17 167 | ↘16 700 | ↘15 379 | ↘15 340 | ↘15 119 |
| 2013    | 2014    | 2015    | 2016    | 2017    | 2018    | 2019    |
| ↘14 941 | ↘14 826 | ↘14 524 | ↘14 320 | ↘14 162 | ↘13 996 | ↘13 652 |
| 2020    | 2021    |         |         |         |         |         |
| ↘13 355 | ↘12 440 |         |         |         |         |         |